# Avoudrey
Avoudrey település Franciaországban, Doubs megyében. Lakosainak száma 954 fő (2022. január 1.). Avoudrey Longechaux, Passonfontaine, Vercel-Villedieu-le-Camp, Longemaison és Flangebouche községekkel határos.

## Népesség
A település népességének változása:
| Lakosok száma | 543  | 710  | 710  | 754  | 888  | 896  | 909  | 914  | 927  | 954  |
|               | 1968 | 1982 | 1990 | 2006 | 2013 | 2015 | 2017 | 2019 | 2020 | 2022 |